# Carica augusti
Carica augusti är en tvåhjärtbladig växtart som beskrevs av Hermann August Theodor Harms. Carica augusti ingår i släktet Carica och familjen Caricaceae. Inga underarter finns listade i Catalogue of Life.